# Hladni izvori
Hladni izvori su jedna zona morskog dna gdje se stvaraju pare vodikovog sulfida, metana i drugih ugljikovodika, često u obliku bazena slane vode. Hladni izvori su ekosustav koji je dom za nekoliko endemičnih vrsta.
Tijekom vremena hladni izvori razviju jednu jedinstvenu topografiju, jer reakcije između metana i morske vode stvaraju karbonatne stijene i grebene. Ove reakcije mogu ovisiti o bakterijskoj aktivnosti. Ikait, hidrat kalcijevog karbonata, je možda povezan s oksidacijom metana iz hladnih izvora.
Ovi podvodni "mofeti" možda leže na područjima podvodnih vulkana. Mjehurići plina, ponekada otrovni, izlaze iz malenih rupica u obroncima kratera, u oceanskim procjepima, u zonama s visokom tektonskom aktivnošću i u zonama bogatim ugljikovodicima. Ako su ti izvori otrovni (s visokim razinama sumpornog dioksida i ugljika), nije neuobičajeno naći malene ribe i škampe ugušene oko "oceanskih fumarola". Za razliku od toga, ako izvori ispuštaju ugljikovodike poput metana (na primjer u Meksičkom zaljevu), mogu održavati podvodni život (dagnje, mekane koralje, rakove itd.) koji ovisi o bakterijama koje se hrane metanom. Ovo se događa oko crnih dimnjaka, koji se nalaze u zonama podvodnih vulkana i koji su isto dom jedinstvenim bićima koja ovise o parama iz hidrotermalnih izvora.
Ovo se također događa na dnu mora s velikom vulkanskom aktivnošću (oko Antila, Galapagosa itd.).

## Galerija
- Simbiotski cjevasti crvi Lamellibrachia luymesi kod jednog hladnog izvora, 550 m ispod mora u Meksičkom zaljevu. U sedimentu oko baze se nalaze narančaste bakterije vrste Beggiatoa i prazne školjke raznih mrtvih životinja, poput puževa, koje također nastanjuju hladne izvore.
- Brojni hladni izvori (odakle vjerojatno dolazi CO2) na obroncima podvodnog vulkana. Obratite pažnju na zgusnuća oko pare sumpora.